# Organització Popular Democràtica dels Àfars
L'Organització Popular Democràtica dels Àfars (Afar People's democratic Organization APDO) és un partit polític d'Etiòpia, governant de la regió Àfar en unió al Partit Nacional Democràtic Àfar (ANDP).
El Front Popular d'Alliberament de Tigre (TPLF), una organització comunista proalbanesa, que combatia per la independència de la Regió Autònoma de Tigre, buscava aliats en altres ètnies. Alguns àfars vivien a la part oriental de Tigre i unes dotzenes combatien amb el front; el març de 1987 el TPLF va crear amb aquestos guerrillers la Organizatció Democràtica dels Àfars de Tigray (Tigray Afar Democratic Organization TADO); al cap de sis mesos es va considerar necessari estendre aquesta organització per a tot el país àfar i fou rebatejada Organització Popular Democràtica dels Àfars (APDO). No obstant no va gaudir de gaire influència entre els àfars.
El TPLF va aconseguir el domini de tot Tigre després de derrotar les forces del Derg a la batalla d'Enda Selassie (19 de febrer de 1989) i de la subsegüent evacuació de la capital Mekele per les forces del govern el 25 de febrer de 1989; planejava incorporar territoris àfars a Tigre i controlar el país àfar per mitjà d'un aliat fidel, però l'APDO era un grup massa marginal. Després d'un intent frustrat amb la Unió Democràtica Àfar (desembre de 1989), el TPLF va contactar amb el sultà d'Awsa exiliat a l'Aràbia Saudita i va fer aliança amb la seva organització el Front d'Alliberament Àfar (ALF), que el maig de 1991, en enfonsar-se el Derg, va dominar, amb ajut del guerrillers del TPLF el país àfar excepte la part costanera entregada a Eritrea.
El 1992 el Front d'Alliberament Àfar va guanyar les eleccions regionals. Però l'hegemònic TPLF era un partit marxista-leninista i no treballava bé al costat dels conservadors feudals i tradicionalistes de l'ALF; així que no va tardar a crear conflictes dins l'ALF. El 1994 aquest es va dividir en dues faccions dirigides per Hanfare Ali Mirah (president regional) i pel seu germà Omar Ali Mirah. Les desercions i el trencament d'aliances i pèrdues de suports per part de l'ALF van permetre l'eclosió a les eleccions del 1995 de l'Organització Popular Democràtica dels Àfars, la qual va obtenir 23 escons de 48 (i 3 escons de 8 al parlament federal) i l'ALF només 12 (però també 3 al parlament federal); els altres 13 escons se'ls van emportar altres partits (6 van ser pel Front Nacional d'Alliberament Àfar/Afar National Liberation Front ANLF i la resta per no àfars o minoritaris). No obstant Hanfare va aconseguir el suport dels partits menors i va ser reelegit per 25 vots a 23. Però el març de 1996, mentre Hanfare era de viatge als Estats Units, fou deposat pel Parlament i el cap de l'APDO, Ismail Ali Siro, proclamar president.
Els partits d'oposició, el Front Nacional d'Alliberament Àfar ANLF, una facció de l'ALF, el Moviment Nacional Democràtic Àfar ANDM i algun menor, que havien pres part a les eleccions del 1995, es van agrupar en una aliança que va agafar el nom d'ANDP (Partit Nacional Democràtic Àfar) dirigit per Mohammed Yoyyo (cap del ANLF) i que va fer aliança amb l'APDO. El 1998 es va fer un acord general i quatre partits van acordar unir-se en una sola organització: l'APDO, l'ANDM), el ALF (una facció) i l'ARDUF (Afar National Revolutionary Democratic Front). La unitat mai es va concretar i almenys una part de l'ARDUF es va mantenir com organització separada, mentre els altres mantenien l'aliança sota una sola bandera. Aquesta ha dominat les eleccions regionals del 2000, 2005 i 2010.